# Beringen (Zwitserland)
Beringen is een gemeente en plaats in het Zwitserse kanton Schaffhausen.
Beringen telt 3161 inwoners.
Op 1 januari 2013 werd de aangrenzende gemeente Guntmadingen opgeheven en opgenomen in de gemeente Beringen.